# Plegapteryx prouti
Plegapteryx prouti är en fjärilsart som beskrevs av Bethune-Baker 1927. Plegapteryx prouti ingår i släktet Plegapteryx och familjen mätare. Inga underarter finns listade i Catalogue of Life.